# Ана-Юрт
Ана́-Юрт (ранее Белое-6; укр.  Ана-Юрт, крымскотат. Ana Yurt, Ана Юрт) — село в Симферопольском районе Крыма, входит в состав Трудовского сельского поселения (Трудовского сельского совета). Образовано 23 сентября 2008 года.

## Население
| 2014 |
| ---- |
| 243  |

Название «Ана-Юрт» в переводе с крымскотатарского означает «Родина».
Проект застройки был выполнен институтом «КрымНИИпроект» по заказу Управления капитального строительства Республиканского комитета по делам национальностей и депортированных граждан.
Село Ана-Юрт расположено в центре района, практически — северо-восточная окраина Симферополя, примыкающее с севера к шоссе Симферополь — Феодосия и вплотную к микрорайону Свобода.
В Ана-Юрте 26 улиц и 1 переулок, площадь, занимаемая селом, 87 гектаров, на которой в 500 дворах, по данным сельсовета на 2009 год, числилось 111 жителей. 4 октября 2014 года в Ана-Юрте была открыта мечеть, действует амбулатория общей практики семейной медицины.

## Интересные факты
В селе Ана-Юрт есть улица, названная в честь Рональда Рейгана, 40-го президента США.